# William Cairns

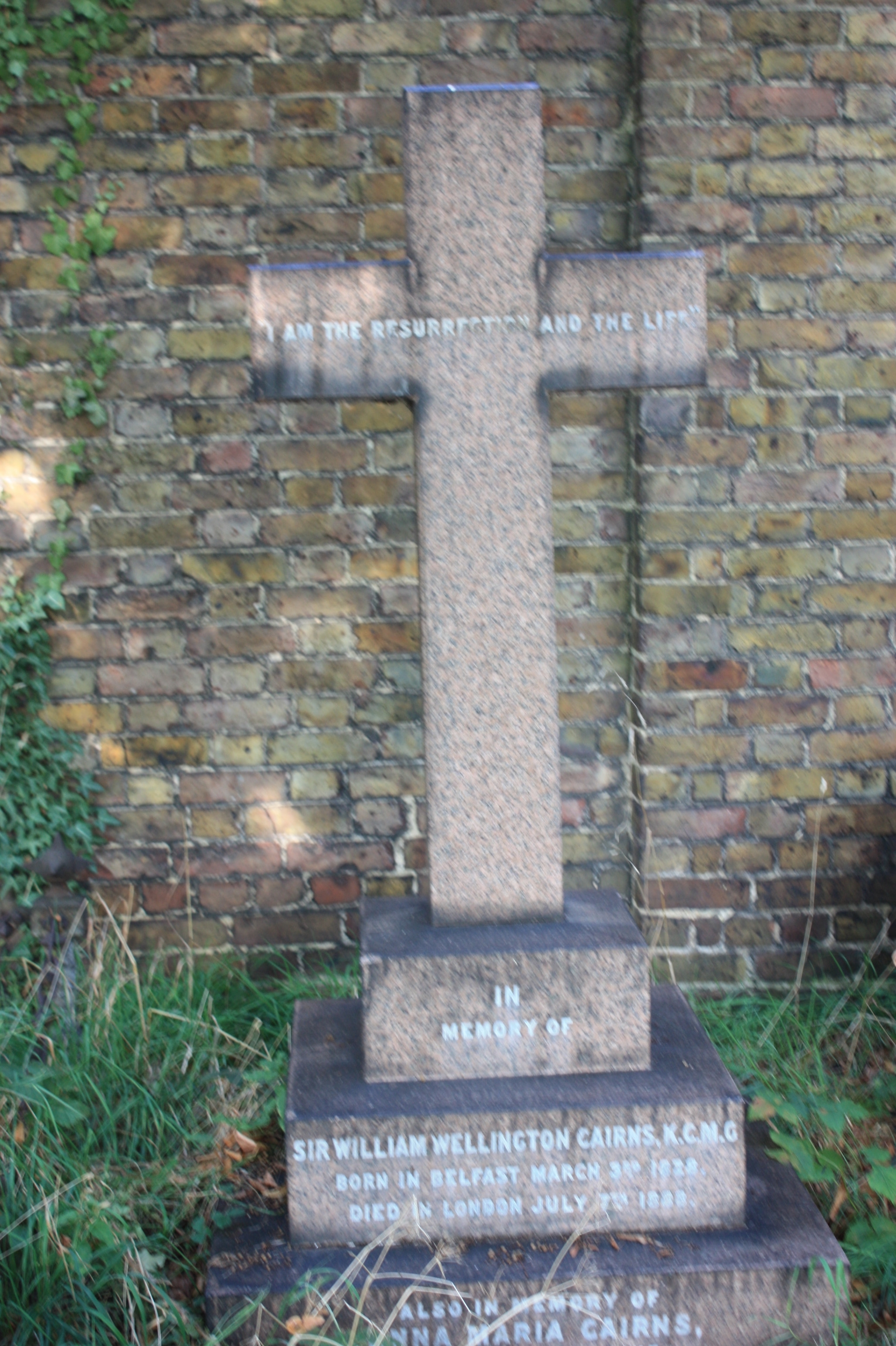
Tumba de William Cairns y su hermana Anna Maria Cairns, en la esquina noreste del cementerio de Brompton.

William Wellington Cairns (n. 3 de marzo de 1828, Belfast - m. 7 de julio de 1888, Londres) fue un administrador colonial británico.
A lo largo de su vida desempeñó diversos cargos de alto nivel en la administración pública de las colonias del Imperio británico antes de ser nombrado gobernador de Queensland (Australia) en enero de 1875. Ocupó el cargo durante dos años para convertirse a continuación en gobernador interino de Australia del Sur. Posteriormente regresó a Inglaterra, donde murió en Londres el 7 de julio de 1888, siendo enterrado en el cementerio de Brompton.
Fue caballero comendador de la Orden de San Miguel y San Jorge, y la ciudad australiana de Cairns, en Queensland, lleva su nombre.

## Biografía
Provenía de una familia de terratenientes de Irlanda. Durante su juventud tuvo problemas de salud y los médicos le aconsejaron vivir en zona con un clima más cálido. En 1852 emigra a Ceilán, donde se une al servicio colonial local. Durante los doce años de trabajo llegó al puesto de jefe de Ceilán, que obtuvo en 1864 y desempeñó durante tres años consecutivos. 
En 1867 pasa a ser vicegobernador de Malaca y un año más tarde ocupa el mismo cargo en St. Kitts. En 1870 se convierte en jefe de la administración de la Honduras Británica. En marzo de 1874 pasa a ser gobernador de Trinidad (actual Trinidad y Tobago) cargo al que renuncia semanas después por razones de salud.
A pesar de estos problemas en 1875 se convirtió en gobernador de la cálida colonia de Queensland, en Australia. Fue una persona involucrada en asuntos humanitarios, atendiendo a la situación de los aborígenes y el tratamiento de los convictos, condenando enérgicamente la brutalidad de la policía colonial contra estos grupos.
Durante su mandato fundó la ciudad de Cairns, la cual recibe este nombre en su honor. En 1877 fue transferido a la Oficina del Gobernador de Australia del Sur, de nuevo debido a problemas de salud, y aunque fue nombrado formalmente, finalmente renunciaría a este cargo.
Se retiraría del desempeño de cargo públicos regresando a Inglaterra, donde viviría hasta su muerte en un hospital de Londres en julio de 1888, soltero y a la edad de 60 años. El certificado de defunción indicó que la causa del deceso se debió a una enfermedad crónica que padeció durante varios años: la bronquitis. Su cuerpo está enterrado en una sencilla tumba en el cementerio de Brompton, junto con el de su hermana Anna Maria Cairns.